# مصعب احمد
مصعب احمد (عربی: مصعب احمد؛ زادهٔ ۱۰ دسامبر ۱۹۹۳) بازیکن فوتبال اهل سودان است.
وی همچنین در تیم ملی فوتبال سودان بازی کرده‌است.